# You (rivière, Guangxi)
Pour les articles homonymes, voir You.
La You Jiang ( 右江, en chinois fleuve de droite ) est un cours d'eau de la Chine qui coule dans la partie occidentale de la région autonome (république populaire de Chine) de Guangxi elle-même située au  sud-ouest de ce pays. La You est un affluent de la Yu qui est elle-même un affluent de la Xi qui fait partie du bassin versant de la Rivière des Perles, un des trois plus grands fleuves chinois. La You est longue de 718 km et son bassin versant a une superficie de 40 900 km².

## Cours de la rivière
La You Jiang prend sa source à une altitude de 1 819 mètres à Jiulongshan au Guangxi. Elle se dirige vers l'est et traverse la ville de  Baise. Après son confluent avec la rivière Zuo Jiang, qui a lieu à Laokou à l'ouest de la capitale provinciale de Nanning, elle devient la rivière Yu.

## Bassin versant
Le bassin versant de la You Jiang a une superficie de 40 900 km² et est entièrement situé dans la province du Guangxi. Le bassin versant entièrement situé dans une région chaude et humide constitue une région apte à l'agriculture. Le riz est la principale culture dans le bassin.

## Principaux affluents
La You Jiang  comprend les affluents suivants :
- Putingh long de 135 km avec un bassin versant de 2 400 m²
- Cenbihelong de 121 km avec un bassin versant de  2 149 m²
- Longxuhe long de 130 km avec un bassin versant de  2 140 m²
- Wuminhe long de 198 km avec un bassin versant de  4 131 m²
- Lelihe  long de 130 km avec un bassin versant de  1 410 m²

## Débit et régime
Le climat de type subtropical génère des précipitations dont la quantité moyenne annuelle est comprise entre 1100 et 1600 mm. Le débit moyen annuel à la station de Xiayan  (75% du bassin versant) est de 451 m m³/s. Sur une période de 20 ans (1960-1980), le débit maximal à la station de Baise (50% du bassin versant) a atteint une valeur de 4380  m³/s et un minimum de 12 m³/s.

## Occupation humaine
Baise est la principale ville située sur le bassin versant de la You. Les autres villes de taille significative sont Wumin, Jinxi, Lingyun et Tianlin. La région est peuplée principalement par la minorité Zhuang.

## Aménagements
Deux grands réservoirs ont été construits sur le bassin versant pour contrôler les crues, irriguer les terres agricoles et fournir de l'énergie électrique : les réservoirs de Chenbihe  et Xianhu ont une capacité respectivement de 1130 et 123 millions de m³.